# Eumolpe
Eumolpe (en grec antic Εὐμόλπη) va ser, segons la mitologia grega, una de les cinquanta Nereides, filla de Nereu, un déu marí fill de Pontos, i de Doris, una nimfa filla d'Oceà i de Tetis.
Només es troba a les llistes de nereides que dona Apol·lodor, on diu a més que el seu nom significa la que canta molt bé.